# Alumim
Alumim (en hebreo: עֲלוּמִים‎, lit. 'Juventud') es un kibutz religioso ubicado en el noroeste del desierto de Negev en el sur de Israel, cerca de la Franja de Gaza. Cae bajo la jurisdicción del Consejo Regional de Sdot Negev. En 2021 tenía una población de 531 habitantes.

## Historia
El kibutz Alumim fue establecido en 1966 como un asentamiento fronterizo con Egipto por miembros de Bnei Akiva de Nahal gar'in. Sus terrenos habían pertenecido al Movimiento Kibbutz Religioso desde la década de 1940 y anteriormente fueron cultivados por el kibutz Be'erot Yitzhak, que fue reubicado como resultado de su destrucción en la Guerra de Independencia de Israel.
A lo largo de los años, otros grupos de Nahal se unieron al kibutz, así como grupos de olim (inmigrantes judíos) de World Bnei Akiva. Los grupos más grandes del extranjero procedían del Reino Unido. Hoy Alumim tiene alrededor de 140 miembros, con alrededor de 70 familias. Alrededor del 20% de los miembros son inmigrantes del Reino Unido.
Hasta el noveno grado, los niños del kibutz Alumim asisten a la escuela regional Da'at en el kibutz Sa'ad.

## Economía

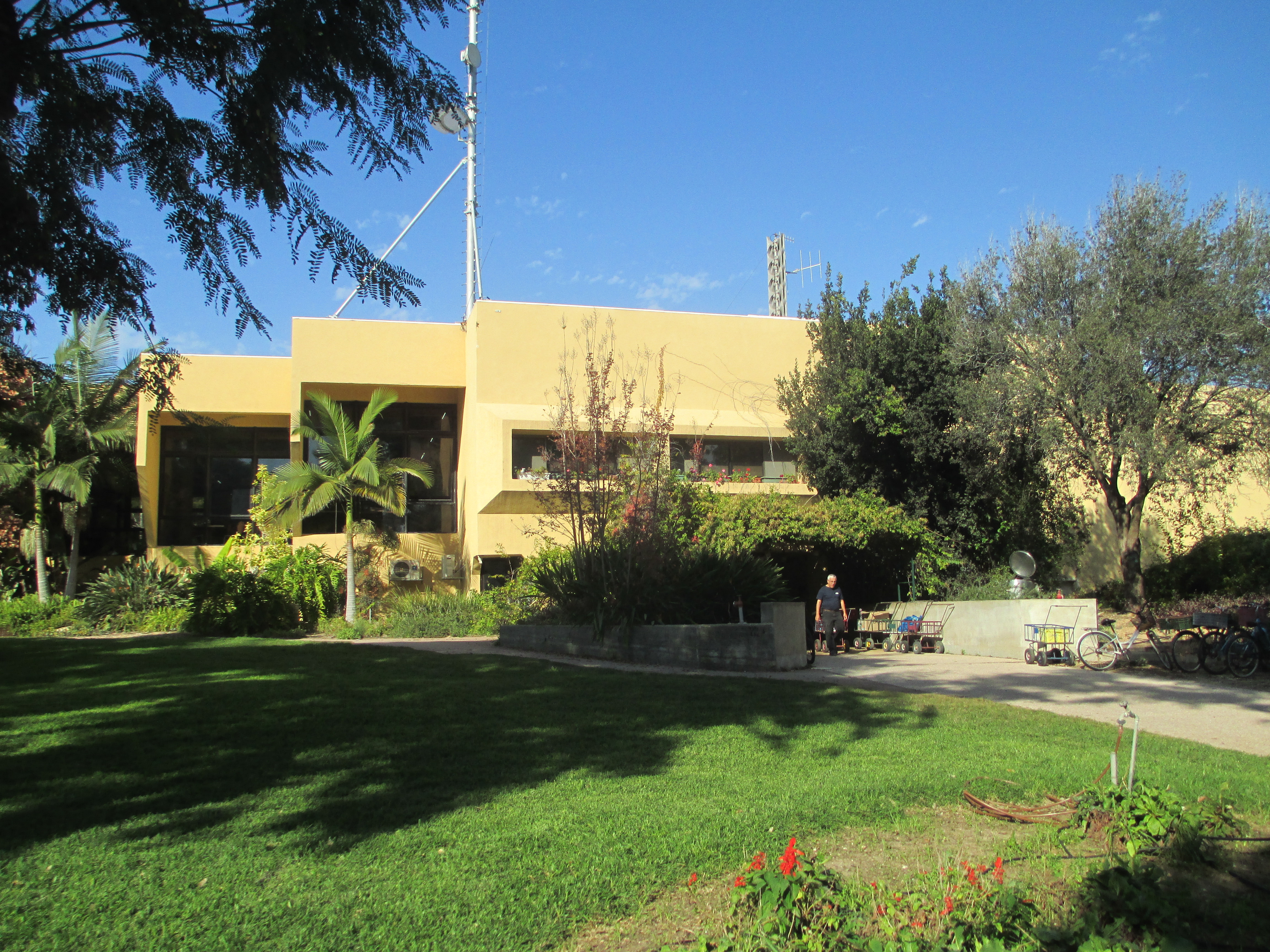
Comedor comunal de Alumim.

La economía de Alumim se basa en la agricultura y el turismo. Alumim ha mantenido el estilo de vida colectivo clásico de kibutz. Cada miembro recibe una asignación en función de sus necesidades (tamaño de la familia, edad de los hijos, etc). La asignación no está relacionada con la ocupación del miembro. No hay incentivos monetarios para ninguna forma de trabajo. Las tareas como servir en el comedor, hacer guardia por la noche y ordeñar las vacas los fines de semana se realizan por turnos. Producen y venden zanahorias, papas, batatas y otros productos orgánicos, así como aguacate, pollo y pimientos. La casa de huéspedes del kibutz tiene 22 apartamentos independientes.